# 嘻哈頭巾

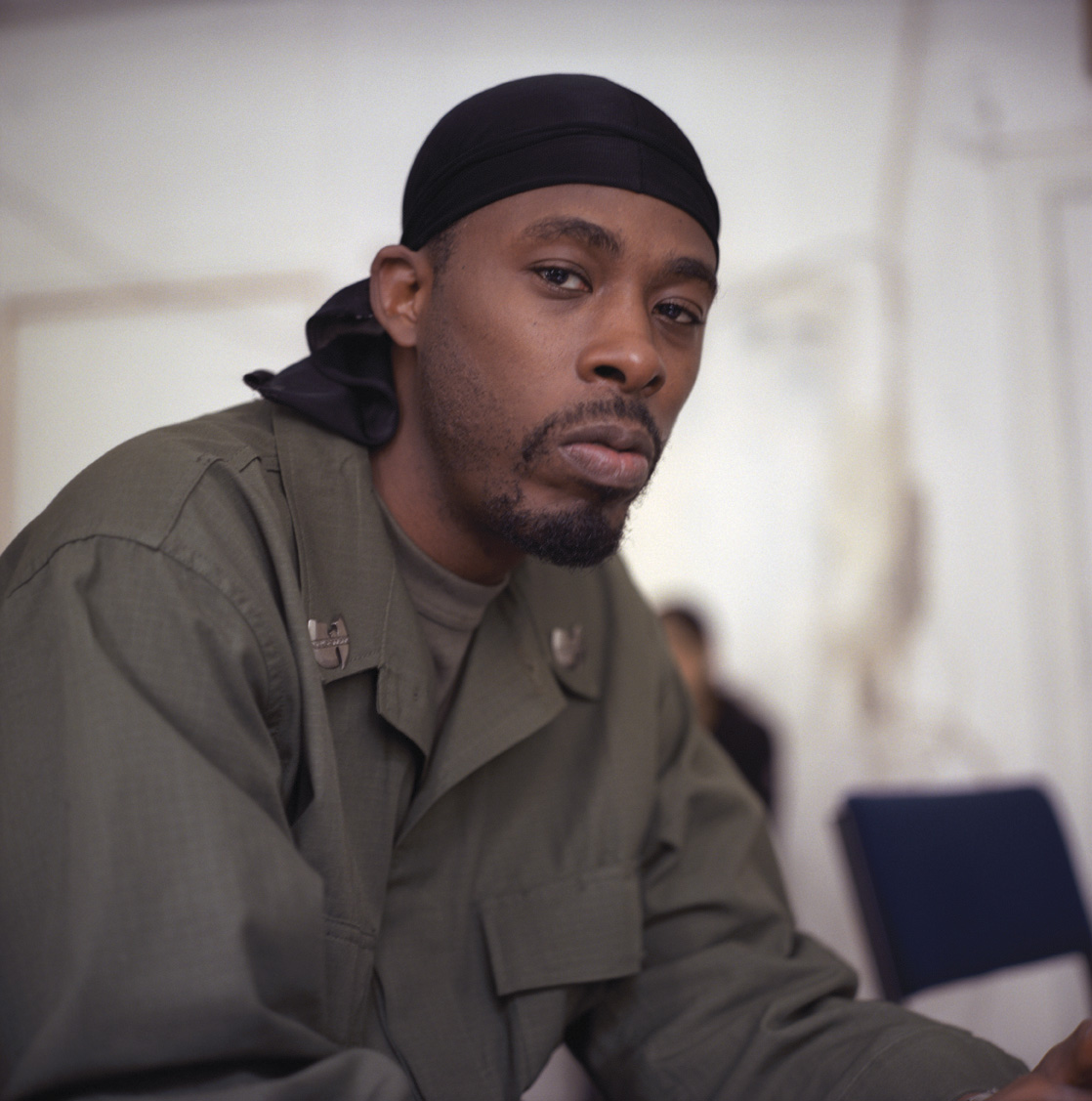
GZA頭戴嘻哈頭巾

嘻哈頭巾（Durag）（Du-rag或絲襪頭巾）是一種綁在頭頂保護頭髮的貼身布料；與波浪帽有類似目的。 佩戴嘻哈頭巾可以加速捲髮或髮髻的生長； 保護頭髮中的天然油脂（類似燙髮用的包髮巾）；防止頭髮斷裂；保護髮型；或者防止頭髮、燙髮和辮子在睡覺的時候滑動。嘻哈頭巾也被視为一種身分認同的打扮，在黑人文化和非裔美国人文化中非常流行。

## 拼写和词源
durag存在多种替代拼写，包括do-rag 、 dew-rag和doo-rag ，所有这些拼写都可以用空格代替连字符，或者既不连字符也不空格；尤其是作为嘻哈頭巾。 do-rag最简单的词源是它之所以如此命名，是因为它是一种用来保护頭髮的頭巾。然而， 《纽约时报》的一位作家認為這個詞的正确拼写是durag 。 另一种词源认为，名字应该拼成dew-rag ，而dew是汗水的委婉说法。 

### 早年的用法
- 在 1965 年 8 月 27 日的《生活》杂志中，第 22 页的照片说明描述了一名男子“在他的新发型上戴着‘do-rag’”。 [5]
- 1966 年 6 月 4 日， 《阿克伦灯塔杂志》刊登了“do rag ...戴在前额上的布带，作为防汗带或固定头发”。 [6]
- 1966 年 9 月 2 日，《代顿每日新闻》刊登了“带着嘻哈頭巾的男人……带着嘻哈頭巾的男人”。 [7]
- 1966年底，《新闻周刊》上出現“嘻哈頭巾” ...处理过的头发用黑色碎布包裹起来"。 [8]

## 历史
在 20 世纪 30 年代，哈林文艺复兴时期和大萧条时期，嘻哈頭巾被用来维持发型。
在 20 世纪 60 年代和 70 年代的黑人骄傲运动期间，嘻哈頭巾成为一种时尚宣言。  20 世纪 90 年代，durags 因Jay-Z 、 Nelly和50 Cent等饒舌歌手而进一步流行。  A$AP Ferg 等饒舌歌手的流行和波浪发型重新普及了 durags 的使用。

## 在流行文化中
1974 年，弗兰克·扎帕(Frank Zappa)和乔治·杜克 ( George Duke)共同创作的歌曲《 Uncle Remus》中的歌词是：“我等不及我的Fro长大了/我会把我的 Doo-Rag 扔在家里。” 
美国歌手兼贝斯手Thundercat 的专辑It Is What It Is收录了歌曲“Dragonball Durag” 。歌词将头饰作为标题，以打动女性。所引用的嘻哈頭巾的图案取自流行的日本电视動畫《七龙珠》 。 
嘻哈歌手Royce da 5'9"在 2020 年专辑The Allegory中有一首名为“Rhinestone Doo Rag”的歌曲。
蕾哈娜 (Rihanna)佩戴嘻哈頭巾 (durag) 登上英国版<i id="mwdQ">《Vogue》</i>封面，标志着嘻哈頭巾 (durag) 被视为时尚象征的里程碑。 
《抑制你的热情》中的莱昂·布莱克 (Leon Black) 角色因在剧中佩戴嘻哈頭巾而闻名。 
2021 年，在《鲁保罗变装皇后秀》第十三季中，参赛者西蒙尼穿着一套带有嘻哈頭巾的服装，嘻哈頭巾還延伸到火车上。 
嘻哈歌手Baby Keem和Travis Scott合作在 2021 年发行了一首名为“durag Activity”的单曲。
瑞典抑鬱黑金屬樂團Shining的主唱卡福斯(Kvarforth)以在舞台上戴着嘻哈頭巾而闻名，这与传统上黑金属代名词的尸体涂料形成鲜明对比。

## 禁令与争议
1995 年，美国国家橄榄球联盟(NFL) 考虑禁止球员佩戴“嘻哈頭巾，即 do-rags”。联盟执行官吉恩·华盛顿表示，嘻哈頭巾与犯罪和帮派暴力有关，並堅持這個想法“主要與黑人有關，與白人無關”。安全防護员默顿·汉克斯说，他戴著嘻哈頭巾能夠讓他的頭盔更加合身，因此可以說是一種安全設備。最终，联盟决定不對嘻哈頭巾採取任何行动。 然而，在2001年，联盟董事會以30比1的投票结果禁止球员在头盔下佩戴除“无边便帽”之外的所有头饰，联盟声称这是“形象问题”。尽管有人担心此举可能存在种族偏见，但联盟再次認為禁令是由丹尼·格林在内的竞赛委员会黑人成员所發起。  一些球员认为在头盔下佩戴嘻哈頭巾有助於防止脱发，但没有成功。 
在 2000 年的一场季前赛中，美国国家篮球协会(NBA) 告诉印第安纳步行者队球员山姆·帕金斯，他不能佩戴嘻哈頭巾，因为这是“安全問題”。  2005 年 10 月，NBA 发布了一项服裝規定，其中包括禁止球员不能在球场上穿戴嘻哈頭巾，而且也禁止在从事任何球队或联盟的任何事务时穿戴嘻哈頭巾。 
美国一些高中试图禁止佩戴嘻哈頭巾。  当加利福尼亚州帕萨迪纳市的约翰·缪尔高中禁止穿嘻哈頭巾服装作为学校着装规定政策的一部分时，黑人学生会于 2019 年 2 月举行了和平罢工抗议的学生声称，学校管理人员禁止戴头饰是因为它与帮派文化有联系，儘管校長認為嘻哈頭巾被禁止是因为“我们在学校的外表展現了自身的價值觀”。